# 373 v.Chr.
Het jaar 373 v.Chr. is een jaartal volgens de christelijke jaartelling.

## Gebeurtenissen

### Perzië
- Het Perzische leger onder Pharnabazus valt Egypte binnen. Farao Nectanebo I weet de Perzen na een tegenaanval uit het land te verdrijven.

### Griekenland
- Sparta belegert Kerkyra (Korfoe), een Atheense strafexpeditie onder Iphicrates bevrijdt het eiland.
- Het heiligdom van Poseidon van Helike aan de Golf van Korinthe, wordt door de zee verzwolgen ten gevolge van een aardbeving en een vloedgolf.
- Een aardbeving treft tevens het Orakel van Delphi en verwoest de Tempel van Apollo.